# Wired (magazine)
Pour les articles homonymes, voir Wired.
Wired (terme anglophone signifiant branché ou câblé) est un magazine mensuel américain publié sur papier et en ligne. Le magazine se concentre sur l'incidence des technologies émergentes sur les domaines de la culture, de l'économie et de la politique.
Wired est propriété du grand groupe de presse américain Condé Nast Publications. Le siège social du magazine est à San Francisco, en Californie. Le magazine est publié depuis mars 1993. 
Le magazine a lancé plusieurs versions nationales, notamment Wired UK (en), Wired Italia, Wired Japan et Wired Germany. La société mère de Condé Nast (Advance Publications) est également l'actionnaire majoritaire de Reddit, un site web d'agrégation d'information.
Dans ses premiers colophons, Wired présente le théoricien canadien des médias Marshall McLuhan comme son saint patron. Dès le début, l'influence la plus forte sur la perspective éditoriale du magazine vient du cofondateur techno-utopien Stewart Brand et de son associé Kevin Kelly.
De 1998 à 2006, le magazine Wired, et Wired News, qui publie sur Wired.com, ont des propriétaires distincts. Cependant, Wired News réédite en ligne le contenu du magazine papier en raison d'un accord conclu lorsque Condé Nast a acheté le magazine. En 2006, Condé Nast achète Wired News pour 25 millions de dollars, réunissant le magazine avec son site web.
Chris Anderson, rédacteur en chef de Wired, crée le terme longue traîne (en anglais, long tail) comme une expression relative à un graphique de type loi de puissance qui aide à visualiser le modèle d'affaires des nouveaux médias des années 2000. L'article d'Anderson pour Wired sur ce paradigme porte sur la recherche menée par Clay Shirky sur les modèles de distribution selon une loi de puissance, en particulier en relation avec les blogueurs. Anderson élargit l'utilisation du terme pour décrire l'espace commercial traditionnel qui est ouvert par les nouveaux médias.
Le magazine crée le terme crowdsourcing (en français, sociofinancement). Il crée aussi et remet annuellement les Vaporware Awards, des prix qui ridiculisent « les produits, les jeux vidéo et les autres bidules de nerds qui ont été présentés, promis et vantés, mais jamais livrés ».

## Histoire
Le magazine est fondé en 1993 par le journaliste américain Louis Rossetto (en) et sa partenaire Jane Metcalfe (en), avec Ian Charles Stewart (en), avec l'appui initial de l'entrepreneur de logiciels Charlie Jackson (en) et de l'universitaire éclectique Nicholas Negroponte du MIT Media Lab, qui devient chroniqueur régulier du magazine pendant six ans (jusqu'en 1998). Les concepteurs fondateurs sont John Plunkett et Barbara Kuhr (Plunkett+Kuhr).
Wired, qui se vante alors d'être « le Rolling Stone de la technologie », fait ses débuts à la conférence Macworld le 2 janvier 1993. Grand succès lors de son lancement, il est salué pour sa vision, son originalité, son innovation et son impact culturel. Au cours de ses quatre premières années d'existence, le magazine remporte deux National Magazine Awards, un pour l'« excellence générale » et un pour la « conception ». 
Le rédacteur en chef fondateur de Wired, Kevin Kelly, est avant cela, rédacteur en chef du Whole Earth Catalog et de la Whole Earth Review ; il amène avec lui des contributeurs de ces publications. Six contributeurs du premier numéro de Wired ont précédemment écrit pour Whole Earth Review, en particulier Bruce Sterling (qui apparaît sur la première couverture) et Stewart Brand. 
D'autres contributeurs de Whole Earth écrivent bientôt dans Wired, notamment William Gibson, qui en fait la couverture au cours de la première année. Son article dans le numéro 1.4 à propos de Singapour, « Disneyland with the Death Penalty » (« Disneyland avec la peine de mort »), entraîne l'interdiction de distribution du magazine dans cette cité-État.
Le cofondateur de Wired, Louis Rossetto (en), affirme dans le premier numéro du magazine que « la révolution numérique traverse nos vies comme un typhon ». Cependant, bien que Kelly participe au lancement de The WELL, une des premières sources d'accès public à l'Internet et même à une expérience en ligne antérieure à Internet, le premier numéro de Wired n'a pas mis l'accent sur Internet et couvre plutôt les jeux vidéo, le piratage des téléphones portables, les effets spéciaux numériques, les simulations militaires, et l'otaku japonais.
Malgré tout, le premier numéro contient quelques références à Internet, incluant des informations sur les sites de rencontres et le sexe sur Internet, et un tutoriel sur la façon d'installer un filtre de courriels. La dernière page, une colonne écrite par Nicholas Negroponte, est rédigée dans le style d'un message électronique, mais contient des adresses électroniques manifestement fausses et non standards. 
Dès le troisième numéro, à l'automne 1993, la rubrique Net Surf commence à répertorier des sites FTP intéressants, des groupes de discussion Usenet et des adresses électroniques, à une époque où ces choses sont rares et peu connues du public. Wired est parmi les premiers magazines à afficher les adresses électroniques de ses auteurs et collaborateurs.
L'éditrice associée Kathleen Lyman (anciennement de News Corporation et de Ziff Davis) est invitée à se joindre à l'équipe pour lancer Wired avec une base publicitaire de grands annonceurs de produits technologiques et de produits de consommation. Lyman et Simon Ferguson (le premier directeur publicitaire de Wired) présentent des campagnes publicitaires révolutionnaires menées par un groupe diversifié de chefs de file de l'industrie - comme Apple, Intel, Sony, Calvin Klein et Absolut - aux lecteurs de la première publication technologique axée sur un style de vie.
Le magazine est rapidement suivi du site web complémentaire HotWired, d'une division d'édition de livres (HardWired), d'une édition japonaise et d'une édition britannique de courte durée (l'édition britannique, Wired UK (en), est relancée en avril 2009). En 1994, John Battelle, co-rédacteur en chef fondateur, charge Jules Marshall (en) d'écrire un article sur les Zippies. L'article bat des records et est l'un des articles les plus médiatisés de l'année. L'article est utilisé pour promouvoir le service de nouvelles HotWired du magazine.
HotWired crée les sites web Webmonkey, le moteur de recherche HotBot, et un blogue, Suck.com. En juin 1998, le magazine lance un indice boursier, le Wired Index, appelé le Wired 40 depuis juillet 2003.
La fortune du magazine et des entreprises associées correspond étroitement à celle de la bulle Internet. En 1996, Rossetto et les autres participants à Wired Ventures tentent une introduction en bourse (IPO). La tentative doit être annulée en raison du repli du marché boursier, et surtout du repli du secteur Internet, au cours de l'été 1996. Une deuxième tentative[Quand ?] échoue également.
Rossetto et Metcalfe perdent le contrôle de Wired Ventures au profit des investisseurs financiers Providence Equity Partners (en) en mai 1998. Ces derniers revendent rapidement la société par morceaux. Wired est achetée par Advance Publications, qui la cède à sa filiale, l'éditeur new-yorkais Condé Nast Publications (tout en gardant les bureaux de rédaction de Wired à San Francisco). Wired Digital (wired.com, hotbot.com, webmonkey.com, etc.) est acheté par Lycos et fonctionne indépendamment du magazine jusqu'en 2006, date à laquelle il est vendu par Lycos à Advance Publications, rendant les sites web à la même société qui publie le magazine.

### L'ère Anderson
Wired survit à la bulle Internet. En 2001, le magazine trouve un nouveau souffle avec un nouveau rédacteur en chef, Chris Anderson, qui donne au magazine une couverture plus grand public.
Sous Anderson, Wired produit quelques articles très remarqués, dont :
- l'article « Welcome to the Hydrogen Economy » (« Bienvenue à l'économie de l'hydrogène ») en avril 2003 ;
- l'article « Open Source Everywhere » en novembre 2003 ; ce numéro du magazine affiche Linus Torvalds en couverture et articule l'idée que le concept open source prend son envol en dehors du logiciel, y compris dans les encyclopédies, comme en témoigne Wikipédia ;
- l'article « Kiss Your Cubicle Goodbye » en février 2004 ; ce numéro du magazine présente la question de l'externalisation du point de vue des Américains et des Indiens ;
- et un article de Chris Anderson en octobre 2004, qui lance le terme "longue traîne", devenu par la suite très populaire.

Le numéro de novembre 2004 inclut un album musical, The Wired CD (en). Toutes les chansons du CD sont publiées sous diverses licences Creative Commons dans le but de mettre en vedette le droit d'auteur alternatif (en). La plupart des chansons sont l'œuvre d'artistes majeurs, dont les Beastie Boys, My Morning Jacket, Paul Westerberg et David Byrne.
En 2005, Wired reçoit le National Magazine Award pour l' Excellence générale dans la catégorie des 500 000 à 1 000 000 d'abonnés. La même année, Anderson remporte le prix de l' Éditeur de l'année de Advertising Age.
En 2006, l'écrivain Jeff Howe et le rédacteur en chef Mark Robinson créent le terme crowdsourcing (sociofinancement) dans le numéro de juin.
En 2008, Wired est nommé pour trois National Magazine Awards et remporte le prix ASME pour la Conception. Il remporte également 14 prix de la Society of Publication Design, dont le prix d'or du magazine de l'année. En 2009, Wired est nommé pour quatre National Magazine Awards, dont ceux de l'« excellence générale », de la « conception », de la « meilleure section » (Start) et de l'« intégration » ; il remporte des prix pour les trois premiers. David Rowan de Wired UK reçoit le prix British Society of Magazine Editors (en) du Lancement de l'année 2009. Le 14 décembre 2009, le magazine Wired est nommé Magazine de la décennie par les rédacteurs en chef de Adweek.
En 2009, Condé Nast Italia lance l'édition italienne de Wired et le site Wired.it. Le 2 avril 2009, Condé Nast relance l'édition britannique de Wired, éditée par David Rowan, et lance le site Wired.co.uk. Toujours en 2009, le 14 août, le journaliste de Wired, Evan Ratliff, disparaît, gardant le secret sur sa localisation et annonçant « je vais essayer de rester caché pendant 30 jours ». Une récompense de 5 000 $ est offerte à son ou ses découvreur(s). Ratliff est trouvé le 8 septembre à La Nouvelle-Orléans grâce à un travail d'équipe, dont Ratliff parle dans un numéro ultérieur.
En 2010, Wired publie son édition sous forme de tablette.
En 2012, Limor Fried, d'Adafruit Industries, devient la première femme ingénieure à figurer sur la couverture de Wired.
En mai 2013, Wired est inclus dans Condé Nast Entertainment (en) avec l'annonce de cinq webséries originales, dont la satire de la National Security Agency Codefellas (en) et la série de conseils animés Mister Know-It-All (en),.
Wired soutient la candidate démocrate Hillary Clinton lors de l'élection présidentielle américaine de 2016.

## Wired.com
Le site Wired.com, anciennement connu sous les noms de Wired News et HotWired, est lancé en octobre 1994. Le site et le magazine ont été séparés à la fin des années 1990, lorsque le magazine a été acheté par Condé Nast Publications. Le site, appelé alors Wired News, est acheté par Lycos peu de temps après. Les deux sociétés demeurent indépendantes jusqu'à ce que Condé Nast fasse l'acquisition de Wired News le 11 juillet 2006, en grande partie en réponse à la baisse des bénéfices. Cette acquisition réunit finalement les éditions papier et numérique de Wired et les deux sont actuellement (en 2025) étroitement liées sur le plan éditorial.
Wired.com est payant. Les utilisateurs peuvent accéder à un maximum de 4 articles par mois sans paiement.
Aujourd'hui, Wired.com héberge plusieurs blogues technologiques sur des sujets tels que le transport, la sécurité, les affaires, les nouveaux produits, les jeux vidéo, le blogue GeekDad (en) sur les jouets, la création de sites Web, les caméras, la culture et la science. Il attribue également les Vaporware Awards, des prix qui ridiculisent « les produits, les jeux vidéo et les autres bidules de nerds qui ont été présentés, promis et vantés, mais jamais livrés ».

## NextFest
De 2004 à 2008, Wired a organisé un festival annuel de technologies et produits innovants :
- 2004 : 14 au 16 mai, au Fort Mason, à San Francisco ;
- 2005 : 24 au 26 juin, au Navy Pier, à Chicago ;
- 2006 : 28 septembre au 1er octobre, au Jacob K. Javits Convention Center, à New York ;
- 2007 : 13 au 16 septembre, au Los Angeles Convention Center, à Los Angeles ;
- 2008 : 27 septembre au 12 octobre, au Millennium Park, à Chicago ;
- 2009 : le NextFest de 2009 a été annulé[31].

## Magazine techno-utopiste
La position éditoriale du magazine s'appuyait initialement sur les idées de Marshall McLuhan, théoricien canadien des médias considéré comme le saint patron du magazine dans les débuts de celui-ci.
D'après Philippe Grangereau, du quotidien français Libération, « Wired milite pour la liberté d’entreprise, et pour limiter le plus possible l’intervention du gouvernement dans la vie publique. Ancré dans la culture de la côte ouest des États-Unis, Wired sert de bréviaire aux techno-utopiens qui voient dans la loi du marché et le progrès technique un moyen de libération de l’individu et l’avènement d’une société post-industrielle d’abondance transcendant les clivages politiques. ».